# مروة الأزلي
مروة الأزلي (مواليد 20 نوفمبر 1990) هي ممثلة مصرية بدأت مشوارها الفني في عام 2009 بمسلسل كريمة كريمة.

## مشوارها
ولدت مريم في عام 1990 بمدينة القاهرة، تخرجت من كلية الصيدلة وعملت كعارضة أزياء قبل أن تتجه للتمثيل.

## أعمالها

### مسلسلات
- 2009: كريمة.. كريمة
- 2011: الجامعة
- 2012: لحظات حرجة 3
- 2012: فرقة ناجي عطا الله
- 2014: فيفا أطاطا
- 2014: فيس أبوك
- 2014: عد تنازلي
- 2014: شمس
- 2014: تفاحة آدم
- 2015: يا أنا يا إنتي
- 2015: راجل وست ستات الجزء التاسع
- 2016: نوايا بريئة
- 2016: نصيبي وقسمتك
- 2016: ليلة
- 2017: نصيبي وقسمتك الجزء الثاني
- 2018: لدينا أقوال أخرى
- 2018: ضد مجهول
- 2018: أرض النفاق
- 2019: نصيبي وقسمتك الجزء الثالث
- 2019: زلزال
- 2019: بحر
- 2019: الزوجة 18
- 2020: البرنس
- 2021: نصيبي وقسمتك 4
- 2021: نسل الأغراب
- 2021: حلوة الدنيا سكر
- 2021: بنت السلطان
- 2021: 60 دقيقة
- 2022: توبة

### أفلام
- 2010: عسل إسود
- 2012: الألماني
- 2015: أسوار القمر
- 2017: ممنوع الاقتراب أو التصوير
- 2020: صندوق الدنيا

## وصلات خارجية
- مروة الأزلي على موقع الدهليز
- مروة الأزلي على موقع قاعدة بيانات الأفلام العربية